# Holway (Wisconsin)
Holway es un pueblo ubicado en el condado de Taylor en el estado estadounidense de Wisconsin. En el Censo de 2010 tenía una población de 973 habitantes y una densidad poblacional de 10,34 personas por km².

## Geografía
Holway se encuentra ubicado en las coordenadas 45°4′31″N 90°30′10″O / 45.07528, -90.50278. Según la Oficina del Censo de los Estados Unidos, Holway tiene una superficie total de 94.08 km², de la cual 94.06 km² corresponden a tierra firme y (0.02%) 0.02 km² es agua.

## Demografía
Según el censo de 2010, había 973 personas residiendo en Holway. La densidad de población era de 10,34 hab./km². De los 973 habitantes, Holway estaba compuesto por el 99.28% blancos, el 0% eran afroamericanos, el 0% eran amerindios, el 0.31% eran asiáticos, el 0.1% eran isleños del Pacífico, el 0% eran de otras razas y el 0.31% pertenecían a dos o más razas. Del total de la población el 0.31% eran hispanos o latinos de cualquier raza.